# Twist, lolite e vitelloni
Twist, lolite e vitelloni è un film italiano del 1962, diretto da Marino Girolami.

## Trama
In un piccolo paese del centro Italia si svolgono le vicende umane dei suoi abitanti. Le competizioni e i litigi tra il barone, sindaco del paese, e il proprietario dell'albergo Miramonti sono mediate dal parroco don Celestino, che è alla ricerca di soldi per riparare il tetto della canonica. L'amore proibito tra Lauretta, figlia dell'albergatore e Vittorio Emanuele, figlio del barone. Intanto in paese arriva un ingegnere per costruire la nuova piscina ma le sue intenzioni non sembrano del tutto oneste.